# Bibbia Calov
La Bibbia Calov è una Bibbia in tre volumi del XVII secolo tradotta in lingua tedesca e commentata da Martin Lutero e con commenti aggiuntivi del professore e teologo di Wittenberg, Abraham Calovius.

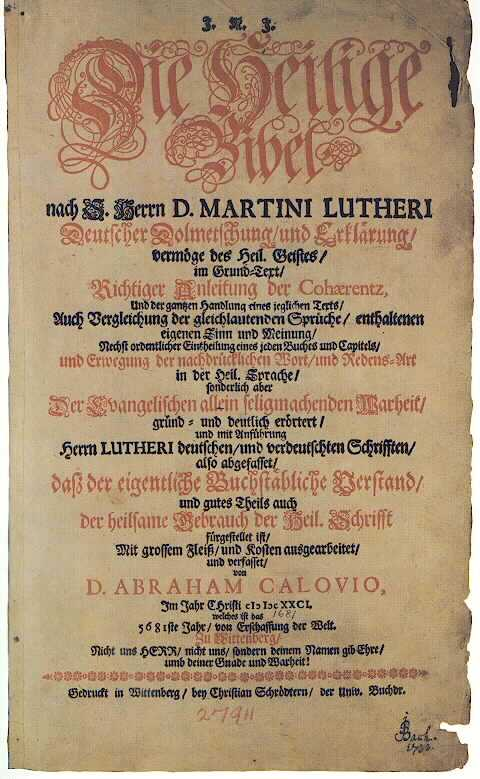
Copertina della Bibbia Calov, con autografo e data di Bach (1733) nell'angolo a destra in basso

## Collegamento a J. S. Bach
La Bibbia Calov è divenuta famosa dopo la scoperta di una copia, a lungo perduta, un tempo appartenuta al compositore Johann Sebastian Bach. Al momento della sua morte, l'inventario della biblioteca di Bach specificava la proprietà di Calovii Schrifften (scritti di Calovius) ma fino al XX secolo non era noto di cosa si trattasse.
Nel giugno 1934, un ecclesiastico luterano, Christian G. Riedel, partecipò ad una convenzione al Sinodo del Missouri della Chiesa luterana a Frankenmuth in Michigan. Mentre era ospite in casa di suo cugino, Leonard Reichle, il parroco Riedel gli mostrò un volume della Bibbia su cui riconobbe la firma di Bach sul frontespizio. Reichle trovò poi gli altri due volumi nella sua soffitta, dicendo che la sua famiglia li aveva acquistati nel 1830 a Filadelfia. Nell'ottobre 1938 Reichle donò i tre volumi alla biblioteca del Seminario Concordia di St. Louis (Missouri), dove si trovano tuttora. Solo dopo la seconda guerra mondiale, tuttavia, divenne nota come legata a Bach.
La Bibbia Calov è in tre volumi, ognuno dei quali con firma autografa di J. S. Bach e la data, 1733. I volumi contengono 348 sottolineature, segni di enfasi, a mano di Bach, un'attribuzione che è stata dimostrata dalle analisi della scrittura e dall'analisi chimica dell'inchiostro. In molti casi Bach inserì correzioni di errori tipografici o grammaticali. Lle annotazioni più importanti di Bach sono in prossimità dei seguenti passaggi.
| Brano biblico       | Testo (Bibbia CEI) | Annotazione di Bach |
| ------------------- | --- | --- |
| Esodo 15:20         | Allora Maria, la profetessa, sorella di Aronne, prese in mano un tamburello: dietro a lei uscirono le donne con i tamburelli e con danze. | Erstes Vorpsiel. auf 2 Chören zur Ehre Gottes zu musicieren (Primo preludio per due cori da cantare a gloria di Dio).                                          |
| I Cronache 25, 7,31 | (Organizzazione delle classi dei cantori) | Dieses Capitel ist das wahre Fundament aller Gottgefälligen Kirchen Music etc. (Questo capitolo è il vero fondamento di tutta la musica sacra dedicata a Dio.) |
| I Cronache 28, 21   | Acaz spogliò il tempio del Signore, il palazzo del re e dei prìncipi e consegnò tutto all'Assiria, ma non ne ricevette alcun aiuto | Bey einer andächtigen Musique ist allezeit Gott mit seiner Gnadengegenwart. (Nella musica devozionale, Dio è sempre presente con la Sua Grazia.)               |
| II Cronache 5,13    | avvenne che, quando i suonatori e i cantori fecero udire all'unisono la voce per lodare e celebrare il Signore e il suono delle trombe, dei cimbali e degli altri strumenti si levò per lodare il Signore perché è buono, perché il suo amore è per sempre, allora il tempio, il tempio del Signore, si riempì di una nube. | Bey einer andächtigen Musique ist allezeit Gott mit seiner Gnadengegenwart. (Nella musica devozionale, Dio è sempre presente con la Sua Grazia.)               |